# Голубівська сільська рада (Коростишівський район)
Голубівська сільська рада (до 1946 року — Таубівська сільська рада) — колишня адміністративно-територіальна одиниця та орган місцевого самоврядування у Коростишівському районі Житомирської області Української РСР з адміністративним центром у селі Голубівка.

## Населені пункти
Сільській раді на момент ліквідації були підпорядковані населені пункти:
- с. Голубівка

## Населення
У 1931 році чисельність населення сільської ради становила 591 особу.

## Історія та адміністративний устрій
Створена 1923 року, з назвою Таубівська сільська рада, в складі колоній Таубівка та Юзефівка Водотиївської волості Радомисльського повіту Київської губернії. 16 січня 1923 року ліквідована, територію та населені пункти приєднано до складу Хутір-Вільнянської сільської ради. Після 1926 року кол. Юзефівка не перебуває на обліку населених пунктів. Відновлена у 1941 році як сільська управа; входила до складу гебітскомісаріату Коростишів Генеральної округи Житомир.
7 червня 1946 року, відповідно до указу Президії Верховної ради УРСР «Про збереження історичних найменувань та уточнення і впорядкування існуючих назв сільрад і населених пунктів Житомирської області», внаслідок перейменування адміністративного центру ради, с. Таубівка, раду перейменовано на Голубівську.
Станом на 1 вересня 1946 року сільська рада входила до складу Коростишівського району Житомирської області, на обліку в раді перебувало с. Голубівка.
Ліквідована 11 серпня 1954 року, відповідно до указу Президії Верховної ради УРСР «Про укрупнення сільських рад по Житомирській області», територію та с. Голубівка приєднано до складу Кропивнянської сільської ради Коростишівського району Житомирської області.